# Ascom
Ascom Holding est une entreprise suisse du secteur des télécommunications, de la connectique et de l'automation créée le 1er janvier 1987.

## Histoire
Ascom Holding est créée le 1er janvier 1987, par la fusion de trois compagnies : Autophon Holding SA (6000 employés en 1986, 800 millions de chiffre d'affaires) avec Hasler Holding SA (6800 employés en 1986, 880 millions de chiffre d'affaires) et avec Zellweger Télécommunications SA (850 employés en 1986, 195 millions de chiffre d'affaires),.

## Actionnaires
| Veraison Capital                 | 2 995 200 | 8,32 |
| FIL Investment Advisors          | 2 650 254 | 7,36 |
| UBS AG (Investment Management)   | 2 641 228 | 7,34 |
| Pictet Asset Management          | 2 041 274 | 5,67 |
| DWS Investment                   | 1 586 448 | 4,41 |
| JPMorgan Asset Management        | 1 580 646 | 4,39 |
| DWS Investments                  | 1 409 299 | 3,91 |
| Schroder Investment Management   | 1 336 347 | 3,71 |
| Capital Research & Management WI | 1 180 743 | 3,28 |
| Luxempart                        | 1 125 000 | 3,13 |